# 韋爾比夫奇克
49°52′19″N 25°19′17″E / 49.87194°N 25.32139°E
韋爾比夫奇克（烏克蘭語：Вербівчик）是烏克蘭西部的村莊，隸屬利維夫州的佐洛奇夫區。該村處於薩梅齊河畔，面積0.92平方公里，2001年人口439。